# Cárito de Constantinopla
Cárito de Constantinopla, dito Eugeniota (em grego: Χαρίτων Ευγενειώτης), foi o patriarca grego ortodoxo de Constantinopla entre 1178 e 1179. Membro da família Eugeniota e abade do mosteiro de Mangana, seu patriarcado durou 11 meses, indo de março (ou agosto) de 1178 até 30 de fevereiro (ou julho) de 1179.